# Анжу (острови)
Вижте пояснителната страница за други значения на Анжу.
Анжу (на руски: Острова Анжу,на якутски:Анжу арыылара) са група от 3 острова (Котелни, Нов Сибир и Белковски) на Русия в южната част на Северния Ледовит океан.
Те са централните, най-големите острови от групата на Новосибирските острови. Разположени са в море Лаптеви и Източносибирско море. Административно влизат в състава на Булунски улус на Якутия, Русия. Имат обща площ около 29 хил. кв. км. В релефа доминират низинните (средна височина 60 – 80 m) равнини, заети от арктическа тундра.
Островите Анжу са открити през 1772 – 1773 г. от руския търговец на кожи Иван Ляхов, а през 1805 и 1808 – 1810 г. друг руски търговец на ценни животински кожи Яков Санников извършва първите им изследвания и скицирания. През 1821-1823 г. руският изследовател Пьотър Анжу извършва детайлни картирания на островите и изследва тяхната природа и за тези му заслуги те са наименувани на неговото име.